# 大同圣帐
大同圣帐是一本篇幅相对短小的宗教经典，包括在阿卡时期巴哈欧拉写给一位知名的琐罗亚斯德教信徒名马尼克齐·利姆吉·哈塔利亚的书简，及两篇写给其当时的秘书米尔扎·阿布-法德勒的书简。
该作品，使得用户窥得巴哈欧拉和琐罗亚斯德教的信徒的关系。
「大同圣帐」之名取自以下书简：
|  | 自由之道已铺就，赶快上路吧！智慧之泉已满溢，从中畅饮吧！说：深受钟爱者啊！大同圣帐 已经搭就，你们不可彼此视同陌路。你们是一树之果，一枝 之叶。我断言：凡能减少愚昧、增加知识者，在创造之主眼中始终受认可，永远蒙悦纳。说：人们啊！在正义与真实之庇荫下前行，在大同圣帐中寻求护佑! |

## 致马尼克齐·萨希卜书简
该书简应马尼克齐·萨希卜的请求以纯波斯语写就。书简由十九个段落组成。内容强调了巴哈欧拉预言的普世性，并包含了巴哈伊信仰的一些核心教义。

## 另外两份书简
另外两份简短的书简都是写给琐罗亚斯德教背景的信徒的，内容是鼓舞人心的，呼吁信徒注重行动而非言语。

## 延伸阅读
- Baháʼu'lláh. . Haifa, Israel: Baháʼí World Centre. 2006  [2021-10-29]. ISBN 0-85398-969-9. （原始内容存档于2021-11-02）.
- Hatcher, J.S. . Wilmette, Illinois, USA: Baháʼí Publishing Trust. 1997. ISBN 0-87743-259-7.
- Taherzadeh, A. . Oxford, UK: George Ronald. 1984. ISBN 0-85398-144-2.